# Середній Горб
Середній Горб — село в Україні, в Яворівському районі Львівської області. Населення становить 95 осіб. Орган місцевого самоврядування - Івано-Франківська селищна рада. 
До найближчого магазину і автобусної станції - 3 км. Мобільна мережа є лише у декількох місцях. 